# Železná (Berouni járás)
Železná település Csehországban, a Berouni járásban. Železná Chyňava, Hýskov és Beroun településekkel határos. Lakosainak száma 322 fő (2024. január 1.).

## Népesség
A település lakosságának változását az alábbi diagram mutatja:
| Lakosok száma | 400  | 402  | 365  | 266  | 251  | 214  | 285  | 278  | 283  | 322  |
|               | 1869 | 1890 | 1921 | 1950 | 1980 | 2001 | 2017 | 2019 | 2022 | 2024 |